# 龍翔集團
龍翔集團控股有限公司，簡稱龍翔集團控股，以及龍翔集團（英語：DRAGON CROWN GROUP HOLDINGS LIMITED，港交所：0935），於1990年由吳惠民（董事長）創立一家名為「寧波海翔液體化工倉儲有限公司」（「寧波新翔液體化工倉儲有限公司」前身），現時陳言安為總裁。
現時業務在中國內地經營提供全面的液體化學品碼頭和儲存服務，而首次招股價為2.05港元，全球發售275,000,000股，而集資額為563,750,000港元，而股份原本是在2010年12月29日於香港交易所主板上市，也因為受到市況波動而被迫押後，也就是全球發售維持不變，但招股價、集資額，以及上市日期有所調整，據了解，招股價為1.4港元，集資額為385,000,000港元，股份則在2011年6月10日於香港交易所主板上市。
總部位於中國浙江省寧波市鎮海區招寶山街道淡水井頭14號後大街338號，以及香港灣仔港灣道1號會展廣場辦公大樓1803室。

## 連結
- DragonCrown.com （页面存档备份，存于）